# 恋するアプリ Love Alarm
『恋するアプリ Love Alarm』（こいするあぷり らぶあらーむ、朝: 좋아하면_울리는、英: Love Alarm）は、チョン・ゲヨン作家によるウェブ漫画、及びそれを原作としたNetflixのオリジナル韓国ドラマ。Netflixにて2019年8月22日から配信され、シーズン2が2021年3月12日から配信される。

## あらすじ
好きな人が半径10m以内にいるとアラームが鳴るアプリが開発され、そのアラームでのみ気持ちを表現できる世界で繰り広げられる男女3人のラブストーリー。

## 出演

### 主要人物
キム・ジョジョ：キム・ソヒョン
高校2年生。幼いころに両親を亡くしている。
ファン・ソノ：ソン・ガン
モデル。
イ・ヘヨン：チョン・ガラム
ソノの幼馴染。母親がソノの家で家政婦をしているため同じ場所に住んでいる。ジョジョに片思い中。

### ジョジョの周辺人物
クルミ：コ・ミンシ
ジョジョの従姉妹で同級生。
チョン・ドック：イ・ジェウン
ジョジョの同級生。クルミに片思い中。
イルシク：シン・スンホ
高校時代のジョジョの彼氏。柔道部に所属。
ジャンゴ：Z.HERA
ジョジョのクラスメイト。

### ソノの周辺人物
ユクチョ：キム・・シウン
ソノのことを思い続けるモデル。
チョン・ミミ：チョン・ソンミ
ソノの母親。女優。
ファン議員：キム・ヨンピル
ソノの父親。政治家。

## エピソード
| ep. | 題名                     | 配信日        |
| --- | ------------------------ | ------------- |
| 1   | 雷鳴の前に走る一瞬の光   | 2019年8月22日 |
| 2   | 愛は人を無力にする       | 2019年8月22日 |
| 3   | 想いが通じ合う奇跡       | 2019年8月22日 |
| 4   | 味方がいるって最高       | 2019年8月22日 |
| 5   | 人を好きになることの重さ | 2019年8月22日 |
| 6   | 守られた心               | 2019年8月22日 |
| 7   | あなたにしか言えないこと | 2019年8月22日 |
| 8   | 世界で一番大きな数字     | 2019年8月22日 |